# Wolverhampton Wanderers F.C.
Wolverhampton Wanderers – angielski klub piłkarski z siedzibą w mieście Wolverhampton, z własnym stadionem Molineux Stadium, występujący obecnie w rozgrywkach Premier League.
Klub został założony w 1877. 11 lat później był jednym z dwunastu zespołów, które założyły Football League. Jest czterokrotnym zdobywcą Pucharu Anglii (po raz pierwszy w 1893, po pokonaniu Evertonu) i trzykrotnym mistrzem kraju (po raz pierwszy w 1954). W 1972 dotarł do finału pierwszej edycji Pucharu UEFA, jednak w dwumeczu nie sprostał Tottenhamowi Hotspur (remis 1:1 i porażka 1:2).
Głównymi lokalnymi rywalami klubu są West Bromwich Albion, Birmingham City i Aston Villa. Stadion klubu, Molineux Stadium przy Waterloo Road posiada cztery trybuny nazwane imionami trzech byłych graczy klubu: Billy’ego Wrighta, Steve’a Bulla i Stana Cullisa oraz byłego dyrektora Jacka Harrisa.

## Historia
Klub założony został w 1877 jako St. Luke's. Dwa lata później zespół połączył się z miejscową drużyną krykieta oraz futbolu The Wanderers i od tej pory nosił nazwę Wolverhampton Wanderers.
Przez pierwsze lata swojego istnienia klub swoje spotkania rozgrywał na Windmill Field i John Harper's Field. W 1889 przeniósł się na Molineux Stadium, który do dziś pozostaje jego stadionem.
W 1888 klub został jednym z 12 założycieli Football League. W inauguracyjnym sezonie zajął trzecie miejsce. Zespół dotarł jednak do finału Pucharu Anglii, w którym przegrał z Preston North End. Cztery lata później klub ponownie powtórzył to osiągnięcie, jednak tym razem wygrał 1:0 z Evertonem. Po 18 latach gry w najwyższej klasie rozgrywkowej Wolverhampton w 1906 spadł z First Division.
W 1908 i 1921 zespół dotarł do finału Pucharu Anglii, w tym jeden z nich wygrał. Dwa lata później drużyna ponownie spadła z ligi, jednak w następnym sezonie wywalczyła awans do Second Division zajmując pierwsze miejsce w rozgrywkach trzeciej ligi w rejonie północnym. W roku 1932 klub awansował już do First Division. Siedem lat później Wolves zostali wicemistrzami kraju, dotarli także do finału Pucharu Anglii, w którym polegli z Portsmouth.
Po II wojnie światowej, w roku 1954 Wolverhampton został mistrzem Anglii. Osiągnięcie to powtórzył cztery lata później. W tym czasie swoje rozgrywki wygrała także druga, trzecia oraz czwarta drużyna Wolverhamptonu a młodzieżowy zespół zdobył Puchar Anglii. W następnym sezonie klub obronił swój tytuł, zaś rok później przegrał walkę o mistrzostwo kraju z Burnley. Zdobył za to Puchar Anglii.
W 1965 drużyna spadła do Second Division. Dwa lata później zajęła drugie miejsce w lidze i awansowała do najwyższej klasy rozgrywkowej. W sezonie 1971/1972 Wolverhampton dotarł do finału Pucharu UEFA. Przegrał w nim jednak po dwumeczu z Tottenhamem Hotspur. Dwa lata później klub po raz pierwszy zdobył Puchar Ligi pokonując w finale Manchester City. W sezonie 1976/1977 klub występował w drugiej lidze, jednak wygrał rozgrywki i awansował do najwyższej klasy rozgrywkowej.
W 1982 klub ponownie spadł z ligi i ogłoszona została upadłość drużyny. Klub znalazł jednak nowego właściciela i awansował do pierwszej ligi. Po jednym sezonie w niej spędzonym ponownie spadł jednak do Second Division. W 1986 klub występował już w czwartej lidze i ponownie ogłoszono upadłość klubu. Wolverhampton kupił jednak sir Jack Hayward. W sezonie 1994/1995 klub występował już w Division One (drugiej lidze) i przegrał z Boltonem Wanderers play-offy o grę w Premier League. Dwa lata później znów nie awansował przegrywając walkę z Crystal Palace. Przez większą część sezonu 2001/2002 Wolves zajmowali drugie miejsce. Pod koniec rozgrywek klub spadł jednak na trzecią lokatę i przegrał półfinał play-offów z Norwich City.

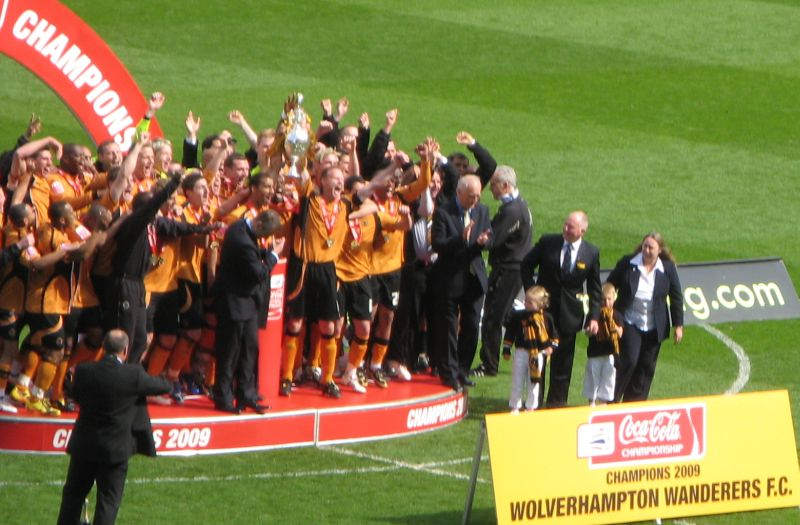
Drużyna Wolverhampton Wanderers po awansie do Premier League

W następnym sezonie Wolverhampton wygrał jednak play-offy i awansował do Premier League. Po jednym roku spędzonym w pierwszej lidze drużyna spadła jednak do Championship. Dwa lata później Mick McCarthy został szkoleniowcem klubu, zaś w następnym sezonie za symboliczne 10 funtów oraz obietnicę zainwestowania 30 milionów funtów, klub kupił Steve Morgan.  W sezonie 2008/2009 klub wygrał rozgrywki drugiej ligi i awansował do Premiership. Po trzech sezonach w najwyższej klasie rozgrywkowej w sezonie 2011/12 Wolves zajęli ostatnie, 20. miejsce i spadli do Championship.

### Stale Solbakken (2012−2013)
W sezonie 2012/2013 pierwszym szkoleniowcem Wolverhampton został norweski szkoleniowiec Stale Solbakken, przed którym postawiono jako cel powrót do Premier League. Sezon ligowy drużyna rozpoczęła od wyjazdowej porażki z Leeds United. Pierwsze mecze ligowe zespół grał nierówno, przeplatając zwycięstwa porażkami i remisami. W 5. kolejce nastąpiła wygrana z Leicester City i kolejne trzy zwycięstwa, kolejno z Ipswich Town, Peterborough United oraz Sheffield Wednesday.
W pierwszej fazie rozgrywek drużyna znajdowała się w górnej części tabeli. Pod koniec 2012 zespół dopadł kryzys, w listopadzie nie wygrał ani jednego spotkania. Wynikiem tego było miejsce w końcówce tabeli Championship na półmetku sezonu. Wilki odpadły także w początkowej fazie FA Cup po porażce z Luton Town. W efekcie 5 stycznia 2013 klub rozwiązał kontrakt z dotychczasowym trenerem Stale Solbakkenem.

### Dean Saunders (2013)
7 stycznia 2013 władze klubu przedstawiły nowego trenera, którym został były menadżer Doncaster Rovers Dean Saunders. Miał on za zadanie utrzymać klub w drugiej klasie rozgrywkowej w Anglii. Pierwszym meczem nowego szkoleniowca Wilków był domowy mecz na Molineux Stadium z Blackburn Rovers, zakończony remisem 1-1. Następnie drużynie nie wiodło się dobrze, styczeń i luty to okres, w którym piłkarze nie wygrali żadnego meczu. Pierwsza wygrana w drugiej fazie sezonu nastąpiła 4 marca w spotkaniu z Millwall wygranym 2-0.
Marzec był dobrym miesiącem dla Wolverhampton, które wygrało trzy z czterech spotkań ligowych. Końcówka sezonu to jednak porażki zespołu walijskiego szkoleniowca, któremu nie udało się utrzymac drużyny w Championship. Po sezonie Saunders odszedł z klubu, z którym miał podpisany kontrakt do końca sezonu 2012/2013.

### Kenny Jackett (2013-)
Po spadku drużyny do trzeciej klasy rozgrywkowej w Anglii trenerem zespołu został walijski szkoleniowiec Kenny Jackett, który po sześciu latach rozstał się z Millwall. W pierwszym sezonie swojej pracy w klubie wrócił do Championship, wygrywając ligę ze 103 punktami na koncie. W sezonie 2014/2015 zespół zajął 7. miejsce zdobywając taką samą liczbę punktów co Ipswich Town, które zagrało w meczach barażowych o awans do Premier League.
21 lipca 2016 klub poinformował o nawiązaniu porozumienia z chińską firmą Fosun International, która odkupiła klub od Steve’a Morgana za 45 mln funtów.

### Nuno Espirito Santo
31 maja 2017 nowym menedżerem został Nuno Espírito Santo. Został on powołany na to stanowisko, ponieważ właściciele chcieli doświadczonego menedżera, który pomoże w walce o awans do Premier League. Klub dokonał kilku transferów, które były dużym wydatkiem, jak na drużynę drugiej ligi angielskiej. Do zespołu dołączyli: Ruben Neves (rekordowy transfer w historii klubu - 15 mln funtów), Barry Douglas, Ryan Bennett, José Nuno Rodrigues Xavier, John Ruddy, Phil Ofosu-Ayeh, Roderick Miranda, Pedro Goncalves, Boubacar Hanne, Will Norris. W ramach wypożyczenia do drużyny przybyli między innymi gracze, z którymi nowy trener miał okazję pracować, lub też odpowiadał mu ich styl gry, a więc: Willy Boly, Rúben Vinagre, Diogo Jota, Léo Bonatini, oraz Alfred N’Diaye. Z klubu odeszło też kilku kluczowych zawodników w ostatnich latach, którzy walnie przyczyniali się do zwycięstw Wilków, min: David Edwards i Nouha Dicko. 5 sierpnia w inauguracyjnym meczu Wilki pokonały spadkowicza z Premier League – Middlesbrough. W czwartej serii gier doznali pierwszej porażki z Cardiff City. Po zwycięstwie w 12. kolejce nad Aston Villą (2:0) klub objął pozycję lidera w tabeli ligowej. Drużyna dobrze radziła sobie w Pucharze Ligi Angielskiej, ogrywając min Southampton, czy też odpadając dopiero po rzutach karnych z Manchesterem City w czwartej rundzie. Po wspaniałym sezonie, Wilki wywalczyły awans do Premier League.

## Sukcesy
- Mistrzostwo Anglii (3): 1954, 1958, 1959
- Puchar Anglii (4): 1893, 1908, 1949, 1960
- Tarcza Dobroczynności (4): 1949, 1954, 1959, 1960
- Puchar Ligi Angielskiej (2): 1974, 1980
- finalista Pucharu UEFA: 1972
- zwycięzca Division Two / Championship (4): 1932, 1977, 2009, 2018
- zwycięzca Division Three / League One (3): 1924, 1989, 2014
- zwycięzca Division Four (1): 1988

## Rekordy
- Najwięcej kibiców: 61 315 – z Liverpoolem (5 runda Pucharu Anglii, 11 lutego 1939)
- Najwyższe zwycięstwo w lidze: 10:1 – z Leicester City (Division 2, 15 kwietnia 1938)
- Najwyższa porażka w lidze: 1:10 – z Newton Heath (Division 1, 15 października 1892)
- Najwyższe pucharowe zwycięstwo: 14:0 – z Cresswell's Brewery (3 runda Pucharu Anglii, 13 listopada 1886)
- Najwięcej bramek dla klubu w lidze: 250 – Steve Bull
- Najwięcej meczów dla klubu w lidze: 501 – Derek Parkin

## Obecny skład
Stan na 31 stycznia 2023
| Nr | Poz. | Piłkarz                                       |
| -- | ---- | --------------------------------------------- |
| 1  | BR   | José Sá                                       |
| 2  | OB   | Ki-Jana Hoever                                |
| 3  | OB   | Rayan Aït-Nouri                               |
| 4  | OB   | Nathan Collins                                |
| 5  | PO   | Mario Lemina                                  |
| 6  | PO   | Boubacar Traoré (wypożyczony z FC Metz)       |
| 7  | NA   | Pedro Neto                                    |
| 8  | PO   | Rúben Neves (kapitan)                         |
| 9  | NA   | Raúl Jiménez                                  |
| 10 | PO   | Daniel Podence                                |
| 11 | NA   | Hwang Hee-chan                                |
| 12 | NA   | Matheus Cunha (wypożyczony z Atlético Madryt) |
| 14 | OB   | Yerson Mosquera                               |
| 15 | OB   | Craig Dawson                                  |
| 18 | NA   | Saša Kalajdžić                                |

| Nr | Poz. | Piłkarz                   |
| -- | ---- | ------------------------- |
| 19 | OB   | Jonny                     |
| 20 | NA   | Chiquinho                 |
| 21 | PO   | Pablo Sarabia             |
| 22 | OB   | Nélson Semedo             |
| 23 | OB   | Max Killman (wicekapitan) |
| 24 | OB   | Toti                      |
| 25 | BR   | Daniel Bentley            |
| 27 | PO   | Matheus Nunes             |
| 28 | PO   | João Moutinho             |
| 29 | NA   | Diego Costa               |
| 35 | PO   | João Gomes                |
| 37 | NA   | Adama Traoré              |
| 59 | PO   | Joe Hodge                 |
| 64 | OB   | Hugo Bueno                |
| 81 | OB   | Dexter Lembikisa          |

### Piłkarze na wypożyczeniu
| Nr | Poz. | Piłkarz                                               |
| -- | ---- | ----------------------------------------------------- |
| 13 | BR   | Matija Šarkić (w Stoke City do 30 czerwca 2023)       |
| 16 | OB   | Conor Coady (w Evertonie do 30 czerwca 2023)          |
| 17 | NA   | Goncalo Guedes (w Benfice do 30 czerwca 2023)         |
| 33 | PO   | Ryan Giles (w Middlesbrough do 30 czerwca 2023)       |
| 34 | OB   | Dion Sanderson (w Birmingham City do 30 czerwca 2023) |
| 39 | PO   | Luke Cundle (w Swansea City dob 30 czerwca 2023)      |
| 40 | PO   | Hayao Kawabe (w Grasshopperze do 30 czerwca 2023)     |

| Nr | Poz. | Piłkarz                                                |
| -- | ---- | ------------------------------------------------------ |
| 55 | BR   | Jackson Smith (w Walsall do 30 czerwca 2023)           |
| 77 | NA   | Chem Campbell (w Wycombe Wanderers do 30 czerwca 2023) |
|    | OB   | Bendegúz Bolla (w Grasshopperze do 30 czerwca 2023)    |
|    | PO   | Bruno Jordão (w CD Santa Clara do 30 czerwca 2023)     |
|    | NA   | Fábio Silva (w PSV Eindhoven do 30 czerwca 2023)       |
|    | NA   | Jeong Sang-bin (w Grasshopperze do 30 czerwca 2023)    |
|    | NA   | Theo Corbenau (w Arminia Bielefeld do 30 czerwca 2023) |

## Europejskie puchary
Legenda do wszystkich tabel:
- Q – runda eliminacyjna, 1/16, 1/8, 1/4, 1/2 – odpowiednia faza rozgrywek, Grupa – runda grupowa, 1r gr – pierwsza runda grupowa, 2r gr – druga runda grupowa, F – finał, R – runda, PO – play-off
- k. – rzuty karne, los. – losowanie, Dogr. – dogrywka, w. – zasada bramek strzelonych na wyjeździe

| Sezon   | Rozgrywki                 | Runda   | Klub                     | Dom     | Wyjazd  | Ogólnie    |
| ------- | ------------------------- | ------- | ------------------------ | ------- | ------- | ---------- |
| 1958/59 | Puchar Europy             | 1/8     | FC Schalke 04            | 2–2     | 1–2     | 3–4        |
| 1959/60 | Puchar Europy             | Q       | ASK Vorwärts Berlin      | 2–0     | 1–2     | 3–2        |
| 1959/60 | Puchar Europy             | 1/8     | FK Crvena zvezda         | 3–0     | 1–1     | 4–1        |
| 1959/60 | Puchar Europy             | 1/4     | FC Barcelona             | 2–5     | 0–4     | 2–9        |
| 1960/61 | Puchar Zdobywców Pucharów | 1/4     | Austria Wiedeń           | 5–0     | 0–2     | 5–2        |
| 1960/61 | Puchar Zdobywców Pucharów | 1/2     | Rangers                  | 1–1     | 0–2     | 1–3        |
| 1971/72 | Puchar UEFA               | 1R      | Académica Coimbra        | 3–0     | 4–1     | 7–1        |
| 1971/72 | Puchar UEFA               | 2R      | ADO Den Haag             | 4–0     | 3–1     | 7–1        |
| 1971/72 | Puchar UEFA               | 1/8     | FC Carl Zeiss Jena       | 3–0     | 1–0     | 4–0        |
| 1971/72 | Puchar UEFA               | 1/4     | Juventus F.C.            | 2–1     | 1–1     | 3–2        |
| 1971/72 | Puchar UEFA               | 1/2     | Ferencváros              | 2–1     | 2–2     | 4–3        |
| 1971/72 | Puchar UEFA               | F       | Tottenham Hotspur        | 1–2     | 1–1     | 2–3        |
| 1973/74 | Puchar UEFA               | 1R      | CF Os Belenenses         | 2–1     | 2–0     | 4–1        |
| 1973/74 | Puchar UEFA               | 2R      | 1. FC Lokomotive Leipzig | 4–1     | 0–3     | 4–4, w.    |
| 1974/75 | Puchar UEFA               | 1R      | FC Porto                 | 3–1     | 1–4     | 4–5        |
| 1980/81 | Puchar UEFA               | 1R      | PSV Eindhoven            | 1–0     | 1–3     | 2–3        |
| 2019/20 | Liga Europy               | 2Q      | Crusaders                | 2–0     | 4–1     | 6–1        |
| 2019/20 | Liga Europy               | 3Q      | Piunik Erywań            | 4–0     | 4–0     | 8–0        |
| 2019/20 | Liga Europy               | PO      | Torino                   | 2–1     | 3–2     | 5–3        |
| 2019/20 | Liga Europy               | Grupa K | SC Braga                 | 0–1     | 3–3     | 2. miejsce |
| 2019/20 | Liga Europy               | Grupa K | Beşiktaş                 | 4–0     | 1–0     | 2. miejsce |
| 2019/20 | Liga Europy               | Grupa K | Slovan Bratysława        | 1–0     | 2–1     | 2. miejsce |
| 2019/20 | Liga Europy               | 1/16    | Espanyol                 | 4–0     | 2–3     | 6–3        |
| 2019/20 | Liga Europy               | 1/8     | Olympiakos               | 1–0     | 1–1     | 2–1        |
| 2019/20 | Liga Europy               | 1/4     | Sevilla                  | 0–1 (N) | 0–1 (N) | 0–1 (N)    |